# Irán en la Copa Mundial de Fútbol de 2026
La Selección de fútbol de Irán será uno de los 48 equipos participantes de la Copa Mundial de Fútbol de 2026 que se realizará de manera conjunta en México, Estados Unidos y Canadá entre los días 11 de junio y 19 de julio de aquel mismo año. Clasificó el 24 de marzo de 2025 tras empatar 2-2 a Uzbekistán en las eliminatorias de AFC, el día 20 de marzo de 2025.

## Clasificación

### Tabla de posiciones

#### Segunda ronda
| Selección    | Pts | PJ | PG | PE | PP | GF | GC | Dif |
| ------------ | --- | -- | -- | -- | -- | -- | -- | --- |
| Irán         | 14  | 6  | 4  | 2  | 0  | 16 | 4  | 12  |
| Uzbekistán   | 14  | 6  | 4  | 2  | 0  | 13 | 4  | 9   |
| Turkmenistán | 2   | 6  | 0  | 2  | 4  | 4  | 14 | −10 |
| Hong Kong    | 2   | 6  | 0  | 2  | 4  | 4  | 15 | −11 |

#### Tercera ronda
| Selección              | Pts | PJ | PG | PE | PP | GF | GC | Dif |
| ---------------------- | --- | -- | -- | -- | -- | -- | -- | --- |
| Irán                   | 23  | 10 | 7  | 2  | 1  | 19 | 8  | 11  |
| Uzbekistán             | 21  | 10 | 6  | 3  | 1  | 14 | 7  | 7   |
| Emiratos Árabes Unidos | 15  | 10 | 4  | 3  | 3  | 15 | 8  | 7   |
| Catar                  | 13  | 10 | 4  | 1  | 5  | 17 | 24 | −7  |
| Kirguistán             | 8   | 10 | 2  | 2  | 6  | 12 | 18 | −6  |
| Corea del Norte        | 3   | 10 | 0  | 3  | 7  | 9  | 21 | −12 |

### Partidos
| Fecha                    | Lugar     | Instancia     |                 |                                   | Resultado |                                   |                 |
| ------------------------ | --------- | ------------- | --------------- | --------------------------------- | --------- | --------------------------------- | --------------- |
| 16 de noviembre de 2023  | Teherán   | Segunda ronda | Irán            | Bandera de Irán                   | 4:0 (2:0) | Bandera de Hong Kong              | Hong Kong       |
| 21 de noviembre de 2023  | Taskent   | Segunda ronda | Uzbekistán      | Bandera de Uzbekistán             | 2:2 (0:2) | Bandera de Irán                   | Irán            |
| 21 de marzo de 2024      | Teherán   | Segunda ronda | Irán            | Bandera de Irán                   | 5:0 (2:0) | Bandera de Turkmenistán           | Turkmenistán    |
| 26 de marzo de 2024      | Asjabad   | Segunda ronda | Turkmenistán    | Bandera de Turkmenistán           | 0:1 (0:1) | Bandera de Irán                   | Irán            |
| 6 de junio de 2024       | Hong Kong | Segunda ronda | Hong Kong       | Bandera de Hong Kong              | 2:4 (1:2) | Bandera de Irán                   | Irán            |
| 11 de junio de 2024      | Teherán   | Segunda ronda | Irán            | Bandera de Irán                   | 0:0       | Bandera de Uzbekistán             | Uzbekistán      |
| 5 de septiembre de 2024  | Isfahán   | Tercera ronda | Irán            | Bandera de Irán                   | 1:0 (1:0) | Bandera de Kirguistán             | Kirguistán      |
| 10 de septiembre de 2024 | Al Ain    | Tercera ronda | E. A. U.        | Bandera de Emiratos Árabes Unidos | 0:1 (0:1) | Bandera de Irán                   | Irán            |
| 10 de octubre de 2024    | Taskent   | Tercera ronda | Uzbekistán      | Bandera de Uzbekistán             | 0:0       | Bandera de Irán                   | Irán            |
| 15 de octubre de 2024    | Dubái     | Tercera ronda | Irán            | Bandera de Irán                   | 4:1 (1:1) | Bandera de Catar                  | Catar           |
| 14 de noviembre de 2024  | Vientián  | Tercera ronda | Corea del Norte | Bandera de Corea del Norte        | 2:3 (0:3) | Bandera de Irán                   | Irán            |
| 19 de noviembre de 2024  | Biskek    | Tercera ronda | Kirguistán      | Bandera de Kirguistán             | 2:3 (0:2) | Bandera de Irán                   | Irán            |
| 20 de marzo de 2025      | Teherán   | Tercera ronda | Irán            | Bandera de Irán                   | 2:0 (1:0) | Bandera de Emiratos Árabes Unidos | E. A. U.        |
| 25 de marzo de 2025      | Teherán   | Tercera ronda | Irán            | Bandera de Irán                   | 2:2 (0:1) | Bandera de Uzbekistán             | Uzbekistán      |
| 5 de junio de 2025       | Rayán     | Tercera ronda | Catar           | Bandera de Catar                  | 1:0 (1:0) | Bandera de Irán                   | Irán            |
| 10 de junio de 2025      | Mashhad   | Tercera ronda | Irán            | Bandera de Irán                   | 3:0 (0:0) | Bandera de Corea del Norte        | Corea del Norte |